# Al-Nasr Kuwait
Al Nasr Sporting Club é uma equipe de futebol do Kuwait.

## Títulos
- Kuwaiti Division One: 3

1977/78, 1986/87, 2006/07

## Treinadores
| Treinadores        | Anos      |
| ------------------ | --------- |
| Fernando Merquiez  | 2007–2008 |
| Mser Al Adwani     | 2008      |
| Ali Al Shammary    | 2008–2009 |
| Marcelo Cabo       | 2009–2010 |
| Edgar Parreira     | 2010      |
| Ali Al Shammary    | 2010–2011 |
| Abdulaziz Al-Hajri | 2011      |
| Valeriu Tiţa       | 2011      |
| José Rachão        | 2011-     |